# Tufão Ewiniar (2006)
O Tufão Ewiniar (designação internacional: 0603, designação do JTWC: 04W, designação filipina: Ester e às vezes referido como super tufão Ewiniar) foi o terceiro sistema tropical nomeado da temporada de tufões no Pacífico de 2006. Ewiniar ficou ativo por 12 dias como um ciclone tropical, movendo-se, na maior parte do tempo, para o norte. Durante a sua existência, o Ewiniar afetou Palau, Yap, leste da República Popular da China, as Ilhas Ryūkyū, a Coreia do Sul e a Coreia do Norte, ameaçando, por um curto período de tempo, a fazer landfall na Coreia do Norte, mas realmente atingindo a Coreia do Sul. O Ewiniar foi responsável por 40 mortes.

## História meteorológica
Em 29 de Junho, uma persistente perturbação tropical foi classificada numa depressão tropical pelo Joint Typhoon Warning Center (JTWC) enquanto o sistema estava a leste de Palau. A depressão moveu-se para noroeste e o JTWC classificou o sistema numa tempestade tropical no dia seguinte, enquanto que a Agência Meteorológica do Japão (AMJ) lhe atribuiu o nome de Ewiniar praticamente ao mesmo tempo. O nome Ewiniar foi atribuído pelos Estados Federados da Micronésia, e refere-se a um tradicional deus da tempestade de Chuuk.
Ewiniar deslocou-se para oeste-noroeste nos dois dias seguintes, trazendo chuvas fortes e enchentes localizadas para Yap. Ewiniar começou a seguir para noroeste e intensificou-se rapidamente, atingindo o pico de intensidade com ventos máximos sustentados em 1 minuto de 240 km/h, ou com ventos máximos sustentados em 10 minutos de 185 km/h. Ewiniar começou a seguir para norte. As bandas externas de tempestade varreram praticamente toda a costa oriental da China.
Ewiniar enfraqueceu-se gradualmente assim que se movia sobre águas mais frias e fez landfall na Coreia do Sul em 10 de Julho como uma tempestade tropical severa, tendo brevemente ameaçado a fazer landfall na Coreia do Sul. Ewiniar passou a cerca de 50 km de Seul assim que se movia sobre o país antes de tornar-se extratropical sobre o Mar do Japão no dia seguinte. Ewiniar tinha também varrido as Ilhas Ryūkyū dias antes.

## Preparativos
Assim Ewiniar começou a ameaçar a costa da China, o governo em Pequim ordenou a evacuação de emergência de todos os vilarejos em áreas baixas. 7.634 pessoas foram retiradas de Ningbo e mais de 8.000 embarcações foram ordenados a voltar para suas docas em portos de Ningbo e Zhoushan. A sede do controle municipal de enchentes em Xangai também pediu às autoridades a se prepararem para a aproximação do tufão, que foi previsto afetar a cidade em 9 de Julho.
Assim que Ewiniar começou a se aproximar das Ilhas Ryūkyū, a base naval de Sasebo em Kyushu anunciou uma condição de prontidão de ciclone tropical nível 3 às 16h (horário local) em 7 de Julho, enquanto que um dia antes, em 6 de Julho, o USS Harpers Ferry tinha desancorado de seu porto para uma área com condições meteorológicas mais amenas. O USS Essex também deixou a área em 7 de Julho. O USS Juneau e o USS Bowditch, entretanto, ficaram ancorados em Sasebo, enquanto que o USS Guardian e o USS Safeguard foram levados para uma doca seca.

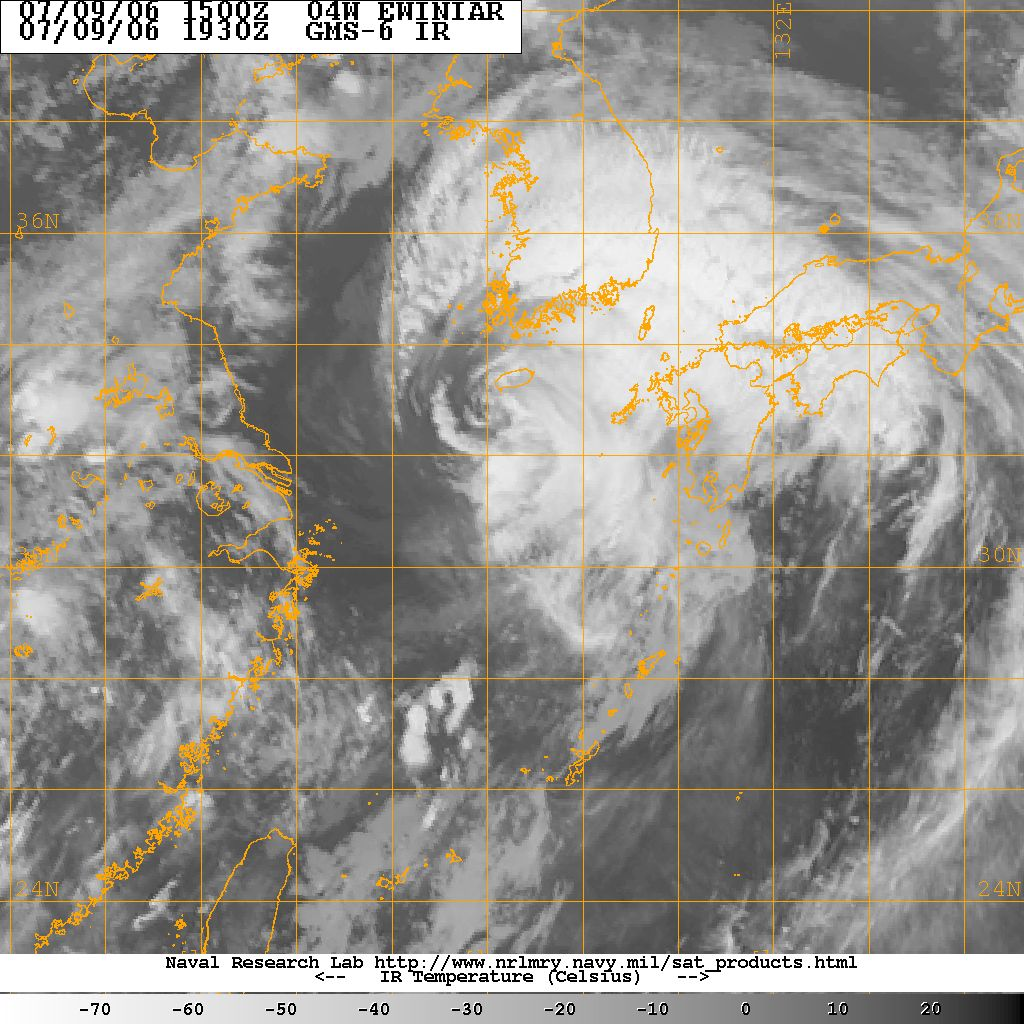
Ewiniar a sudoeste de Jeju pouco antes de fazer landfall na Península da Coreia

Todas as estações militares dos Estados Unidos e bases em Okinawa foram postos em condição de prontidão de ciclone tropical 2 em 7 de julho, sendo que a condição de preparação de ciclone tropical foi elevado para nível 1 no dia seguinte. A condição de prontidão de ciclone tropical foi mais uma vez elevada para o nível 1E na manhã de 9 de Julho, que significa que todas as atividades exteriores estavam proibidas, por haver ventos constantes superiores a 95 km/h.
Assim que Ewiniar deixou as Ilhas Ryūkyū e começou a ameaçar a Península da Coreia, a Administração Meteorológica da Coreia emitiu avisos de tufão para a maior parte do país. A AMC também emitiu recomendações sobre tufões para os Rochedos de Liancourt e Ulleungdo.
Os comandos da marinha dos Estados Unidos foram postos em condição de prontidão de ciclone tropical nível 3, sendo que foi elevado para nível 2 em 8 de Julho. A United States Forces Korea declarou condição de prontidão de ciclone tropical nível 1, que foi cancelado logo após de Ewiniar fazer landfall em 10 de Julho.

## Impactos
Ewiniar afetou muitas áreas devido à sua longa trajetória e ao seu período de existência relativamente longo, matando pelo menos 40 pessoas ao longo de seu caminho e deixando muitos danos em sua trajetória.

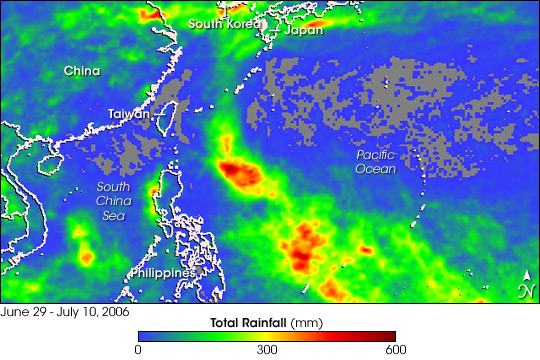
O total de chuvas entre 29 de Junho até 10 de Junho no Oceano Pacífico noroeste. Note uma trilha, feita por Ewiniar

No começo do período de existência de Ewiniar como um ciclone tropical, o tufão afetou Yap e Palau, que cai sob a jurisdição de avisos do escritório do Serviço Nacional de Meteorologia dos Estados Unidos em Tiyan, Guam. Ewiniar causou enchentes costeiras em Yap, que chegou a mais de 1,5 m de altura, especialmente perto do porto e em torno da área da Baía de Colônia. Ewiniar também causou o interrupção do fornecimento de eletricidade em toda a ilha, embora de acordo com os relatos pós-tempestade do SNMEUA, os danos foram minimizados devido às estruturas mais firmes após a passagem do super tufão Sudal em 2004 através da ilha. Danos também foram registrados na agricultura devido à maresia. O total acumulado de prejuízos foi estimado em $100 milhões de dólares (valores em 2006).
Cerca de 61 mm de chuva caiu em Yap, enquanto que em Koror, em Palau, registrou-se 48 mm de chuva em 3 de Julho num período de 24 horas. A rajada mais forte de vento foi registrada em Yap, com ventos de 95 km/h. Em Koror, os ventos chegaram a 85 km/h. Durante seu curso através das ilhas, a tempestade tropical Ewiniar provocou a emissão de avisos e alertas de tempestade tropical para Ngulu, Yap, Koror e Kayangel.. Não houve registros de mortos ou feridos em Yap ou Palau associado à passagem de Ewiniar.
O tufão Ewiniar matou pelo menos 34 pessoas na República Popular da China, sendo que áreas bem ao noroeste, tais como Gansu e Shanxi sendo afetadas por deslizamentos de terra. Não se sabe se os deslizamentos de terra foram causados por chuvas diretamente associadas ao Ewiniar, ou se foram causados pela combinação do tufão com outro evento meteorológico. Portanto, as mortes que podem ser atribuídas ao Ewiniar através dos deslizamentos de terra foram declaradas indiretas. Em Shangdong, choveu 61,2 mm em 24 horas. No mínimo 300 voos no Aeroporto Internacional de Pequim foram atrasados, enquanto que voos que partiriam da Coreia do Sul para a China foram cancelados. Como ewiniar não afetou a China continental, não houve relatos de grandes danos.
Ewiniar atingiu Okinawa com fortes chuvas, criando confusão em massa e problemas para os turistas. Voos e balsas que saiam de Okinawa para as ilhas vizinhas foram cancelados e mais de 3.500 turistas ficaram presos nos aeroportos, já que a maioria dos hotéis da região já estava praticamente lotado. Outros turistas ficaram nas residências dos moradores das ilhas, enquanto que pessoas que residiam em áreas baixas e de risco se refugiaram em lugares mais altos. sete pessoas ficaram feridas em Nanjo depois que um outdoor caiu sobre elas, enquanto que em Nago, uma idosa e uma garota em Yaese sofreram ferimentos por objetos voadores levados pelo vento forte.
A rajada de vento mais forte foi de 126 km/h. Estes ventos levaram 7 cm de areia de praia. O tufão Ewiniar causou 20 milhões de ienes (174.000 dólares em prejuízos em plantações de cana-de-açúcar e de vegetais e fazendeiros da região perderam seus lucros quando não puderam carregar frutas maduras em navios asiáticos.

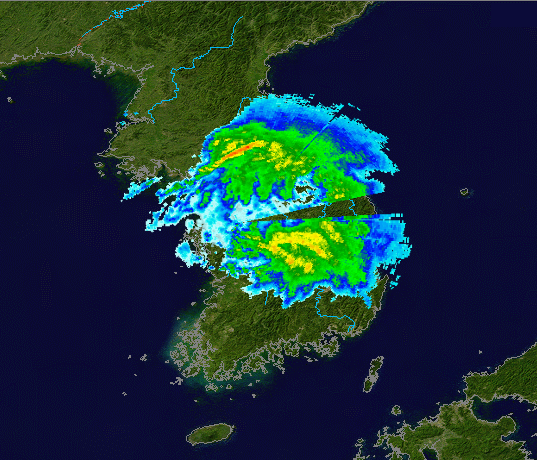
Imagem de radar da tempestade tropical severa Ewiniar pouco antes do sistema fazer landfall na Coreia do Sul

Muitos danos foram relatados na Coreia do Sul. Cerca de 150 km² de fazendas foram inundadas em todo o país, enquanto que a maior parte das viagens por avião ou balsa foram afetados ou cancelados. Deslizamentos de terra e enchentes destruíram rodovias e diques, enquanto que na província de Jeolla Sul, um deslizamento de terra danificou um templo. De acordo com uma autoridade local, as enchentes também danificaram mais de 600 residências.
A quantidade de chuva variou de província em província. A Agência Meteorológica da Coreia afirmou que 234 mm de chuva caíram sobre as partes meridionais do país, enquanto que no condado de Hamyang na província de Gyeongsang Sul se registrou uma precipitação acumulada entre 199 a 260 mm.
Cerca de 300 escolas foram fechadas em Jeolla Sul, Gyeongsang Sul e em Jeju. No entanto, dois feridos foram relatados numa escola em Jeju que ignorou a ordem de fechamento. Feridos também foram relatados em outras partes da Coreia do Sul, enquanto que outras 8 pessoas morreram ou ficaram desaparecidas durante a passagem de Ewiniar.
Não há informações detalhadas sobre os impactos de Ewiniar na Coreia do Norte. No entanto, a revista Time na Ásia relatou que cerca de 60 000 pessoas ficaram desabrigadas.